# Rio Ciolac
O Rio Ciolac é um rio da Romênia, afluente do Başeu, localizado no distrito de Botoşani.